# 第7アルペン猟兵大隊 (フランス軍)
第7アルペン猟兵大隊（だいななあるぺんりょうへいだいたい、7e bataillon de chasseurs alpins：7e BCA）は、サヴォワ県ブール＝サン＝モーリスに駐屯する、第27山岳歩兵旅団隷下のフランス陸軍猟兵の歩兵大隊である。
兵種は歩兵、伝統的区分は猟兵である。
山岳戦及び雪中戦専門部隊である。

## 沿革
- 1840年：猟兵大隊として編成される。
- 1870年：普仏戦争に参加。
- 1914年：第1次世界大戦、アルプス山脈を中心に転戦。
- 1940年：独仏戦終結後、アルベールヴィルにおいて解隊される。
- 1944年：再編制され、アルプス地方にて転戦。後に、オーストリアを占領。
- 1945年：終戦後、アルジェリアへ移駐。
- 1962年：ブール＝サン＝モリスに移駐。

## 最新の部隊編成
- 大隊本部
- 本部管理中隊
- 第1中隊
- 第2中隊
- 第3中隊
- 第4中隊
- 第6中隊
- 支援中隊
- 予備猟兵中隊

### 定員
- 大隊の人員構成は不明。

## 主要装備
- GIAT BM92-G1
- FA-MAS
- FR-F2
- AAT-F1
- AA-52
- バレットM82
- 12.7mm重機関銃
- ミラン
- ERYX
- VAB
- P4
- TRM 2000
- TRM 4000